# 雷澤克內河
雷澤克內河是拉脫維亞的河流，位於該國東部，河道全長116公里，流域面積2,026平方公里，發源自拉茲納湖，最終注入盧班斯湖，是多種魚類的棲息地。